# 中国人民武装警察部队吉林省总队
中国人民武装警察部队吉林省总队，简称武警吉林省总队，是中国人民武装警察部队的省级总队，是副军级单位，隶属于武警总部。其主要执行治安維持、民防警卫、处突维稳等任务。

## 历史
1966年6月，中国人民公安部队吉林省总队改编为中国人民解放军的警卫师，隶属于军队建制。1983年2月，该部改称“中国人民武装警察部队吉林省总队”，为正师级单位，隶属于武警总部和吉林省公安厅建制。1995年，国务院、中央军委发出《国务院、中央军委关于调整中国人民武装警察部队领导管理体制的决定》，升级为副军级。2017年，根据《关于中国人民武装警察部队改革期间暂时调整适用相关法律规定的决定》，武警吉林省总队不再接受武警总部、吉林省人民政府双重领导，改为直接受武警总部领导。

## 历任领导

### 历任司令员（2013年1月1日前称总队长）
- 申虎成（1982年－1984年）以吉林省公安厅副长身份兼任
- 傅本琛（1984年－1986年）以吉林省公安厅长身份兼任
- 王子卿少将（1986年－1996年）
- 李本少将（1996年－2002年）
- 戴洪生少将（2002年－2005年）
- 陈明乐少将（2005年－2010年）
- 杨绍华少将（2010年－2014年）
- 黄炎海少将（2014年－2019年）
- 赵洪炜少将（2019年－）[3]

### 历任政治委员
- 傅本琛（1982年－1984年）以吉林省公安厅长身份兼任
- 李新基少将（1986年－1997年）
- 孙培才少将（1997年－2005年）
- 胡汉武少将（2005年－2009年）
- 栾杰少将（2009年－2013年）
- 党高明少将（2013年－2016年）
- 华金良少将（2016年－2021年 ）
- 肖方举少将（2021年－） [4]